# Árneshreppur
Pour les articles homonymes, voir Arnes (homonymie).
La municipalité d'Árnes (en islandais : Árneshreppur) est une municipalité du nord-ouest de l'Islande, dans la région des Vestfirðir.

## Toponymie
Le nom d'Árneshreppur ne doit pas être confondu avec Arnarneshreppur, ancienne commune du Norðurland eystra, intégrée en 2010 à la municipalité de Hörgársveit.

## Histoire

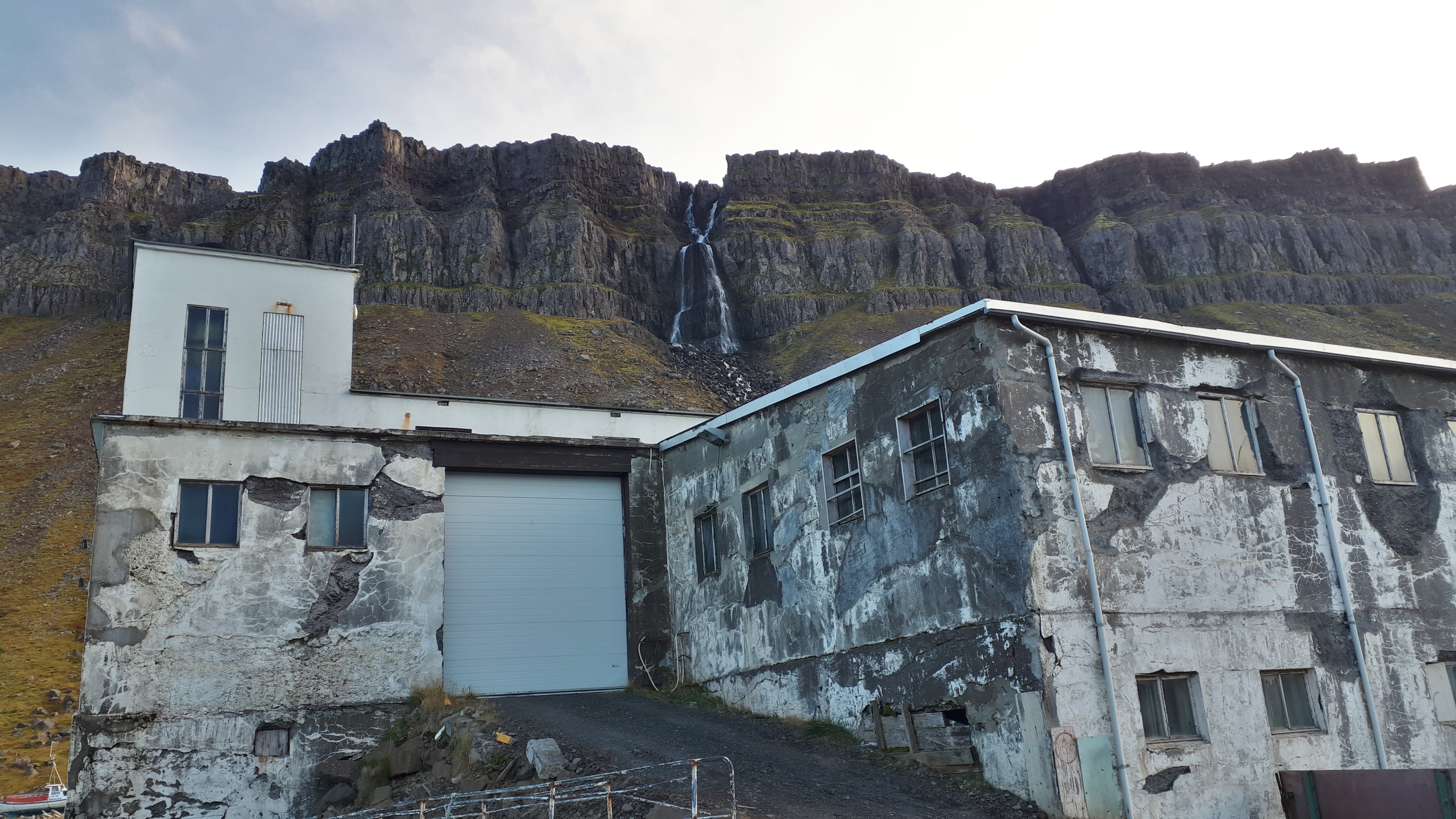
L'ancienne usine de poisson de Djúpavík

La baie de Trékyllisvík a été le théâtre d'événements tragiques lors des premières exécutions pour sorcellerie d'Islande. Trois hommes y ont ainsi été brûlés en 1654.
Une importante usine de hareng était exploitée à Djúpavík entre 1935 et 1954.

## Géographie
Árnes est située au nord-est de la péninsule des Vestfirðir, à environ 330 kilomètres au nord de Reykjavik par la route. La municipalité ne comporte aucun véritable bourg, n'étant constituée que de hameaux relativement distants les uns des autres.
La commune englobe six principaux fjords ou baies, à savoir du sud au nord : Veiðileysufjörður, Reykjafjörður, Trékyllisvík, Norðurfjörður, Ingólfsfjörður et Ólfeigsfjörður.
Elle n'est desservie par voie terrestre que par la route 643, qui relie Árnes au bourg de Hólmavík. Ce chemin long de 92 kilomètres, en majeure partie non bitumé, n'est pas entretenu du 1er janvier au 31 mars et est par conséquent impraticable pendant cette période. Cela fait d'Árnes la seule commune d'Islande à ne pas être accessible par la route toute l'année et rend nécessaire l'aérodrome de Gjögur ainsi que le port de Bergistangi pour le ravitaillement hivernal.

## Composition

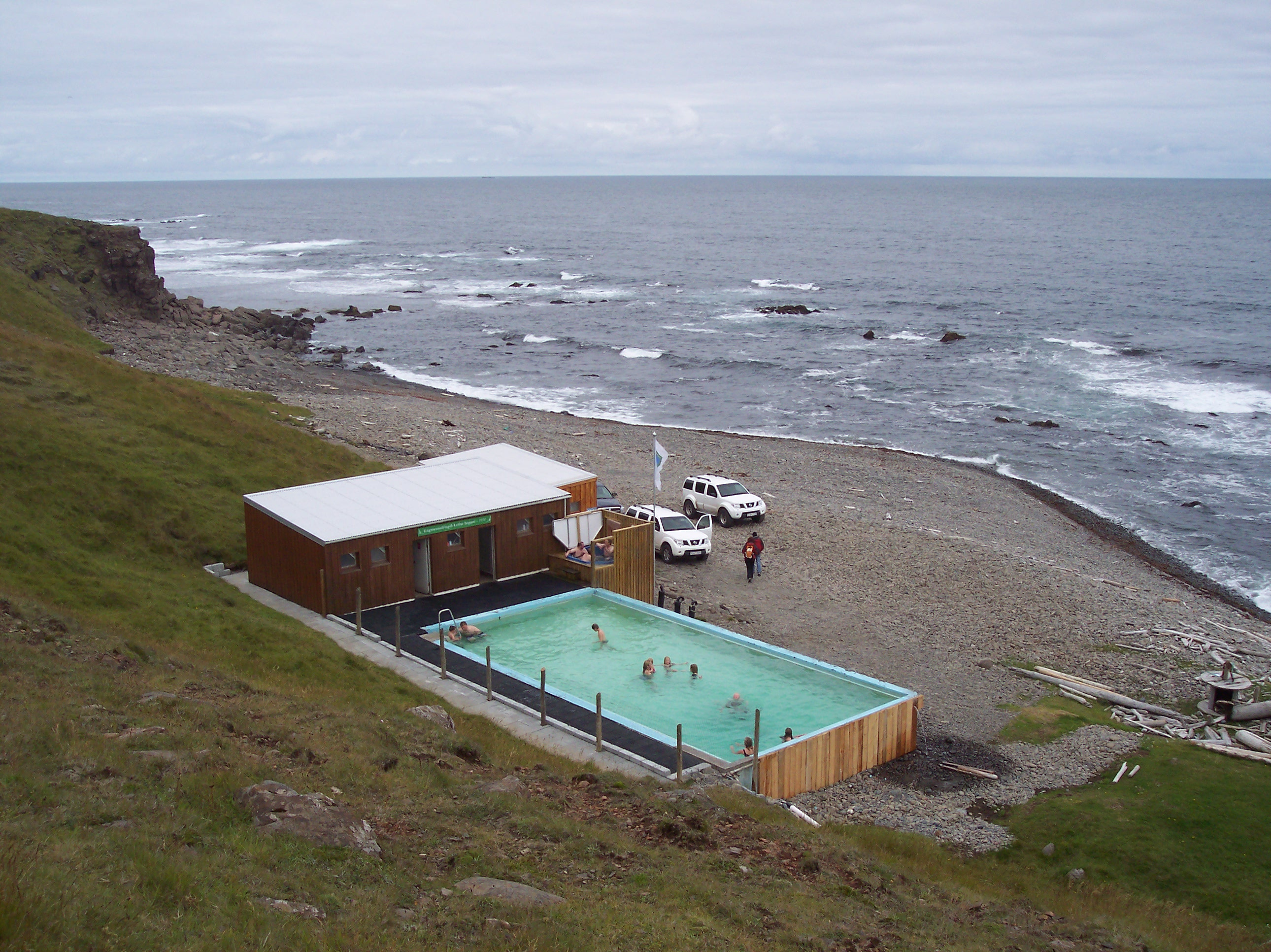
Piscine de Krossneslaug

Le lieu est connu pour la piscine de Krossneslaug, autrement appelée « la piscine du bout du monde », située à l'extrémité de la route 643.
L'ancienne usine de poisson de Djúpavík a été transformée en musée et a servi de décor pour certaines scènes du film Justice League. Il existe également un musée régional à Kört. La commune possède deux chapelles au lieu-dit Árnes ainsi qu'une petite école, nommée Finnbogastaðaskóli.
On peut trouver dans presque chaque hameau un café et un gîte, voire un petit magasin, une station-service et un restaurant à Norðurfjörður.

Les lieux-dits de la commune sont, du sud au nord : 
- Veiðileysa
- Kúvíkur
- Djúpavík
- Reykjarfjörður
- Naustvík
- Kjörsvogur
- Viganes
- Gjögur (Reykjanes)
- Litla Ávík
- Stóra Ávík
- Finnbogastaðir (Árnes)
- Bær (Árnes)
- Árnes
- Félagsheimilið (Árnes)
- Kört (Árnes)
- Melar
- Norðurfjörður
- Steinstún (Norðurfjörður)
- Bergistangi (Norðurfjörður)
- Krossnes
- Fell
- Munaðarnes
- Eyri
- Ingólfsfjörður
- Seljanes
- Ófeigsfjörður

À noter que même si des bâtiments se trouvent encore à chacun de ces hameaux, la plupart sont aujourd'hui abandonnés.

## Économie

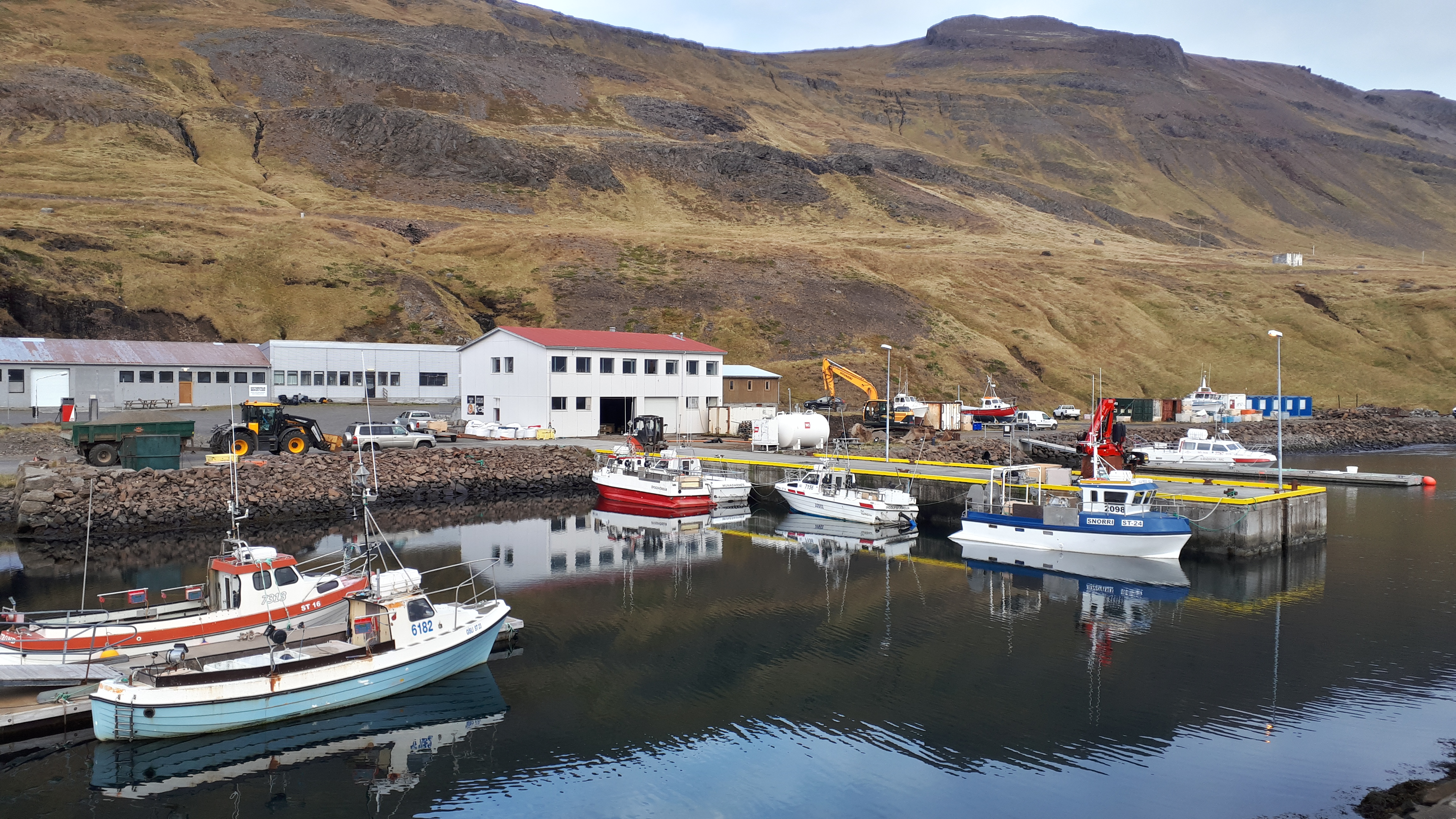
Port de Bergistangi

La municipalité comporte l'aérodrome de Gjögur, duquel part une à deux fois par semaine un vol pour la capitale Reykjavík.
Le port de Bergistangi est le principal point d'accostage de la commune.

## Démographie
| \| Année \| 1901 \| 1910 \| 1920 \| 1930 \| 1940 \| 1950 \| 1960 \| 1970 \| 1980 \| 1990 \| 2000 \| 2010 \| 2019 \| 2022 \| \| Population \| 444 \| 431 \| 479 \| 434 \| 515 \| 408 \| 287 \| 216 \| 176 \| 121 \| 67 \| 50 \| 40 \| 42 \| |      |      |      |      |      |      |      |      |      |      |      |      |      |      |
| Évolution de la population tous les dix ans depuis 1901 (élaboration graphique par Wikipédia) |      |      |      |      |      |      |      |      |      |      |      |      |      |      |
| Année | 1901 | 1910 | 1920 | 1930 | 1940 | 1950 | 1960 | 1970 | 1980 | 1990 | 2000 | 2010 | 2019 | 2022 |
| Population | 444  | 431  | 479  | 434  | 515  | 408  | 287  | 216  | 176  | 121  | 67   | 50   | 40   | 42   |

Árnes est la municipalité la moins peuplée d'Islande avec 40 habitants au 1er janvier 2019. C'est également celle qui a subi la plus forte diminution relative de population depuis 1998 (-44,44 %). Ceci est dû à l'important isolement de la commune.